# شليك
الشليك[بحاجة لمصدر] أو توت الأرض أو الفراولة أو الفريز (الاسم العلمي: Fragaria) هو جنس نباتي يتبع فصيلة الوردية من رتبة الورديات.